# آلن نورث
آلن نورث (انگلیسی: Alan North؛ ۲۳ دسامبر ۱۹۲۰ – ۱۹ ژانویهٔ ۲۰۰۰) یک بازیگر سینما، و هنرپیشه اهل ایالات متحده آمریکا بود.
از فیلم‌ها یا برنامه‌های تلویزیونی که وی در آن نقش داشته است می‌توان به و عدالت برای همه ... ، بوسه طولانی شب‌بخیر ، افتخار اشاره کرد.